# Faronta terrapictalis
Faronta terrapictalis är en fjärilsart som beskrevs av John S. Buckett 1967. Faronta terrapictalis ingår i släktet Faronta och familjen nattflyn. Inga underarter finns listade i Catalogue of Life.